# مذهب مناسبة

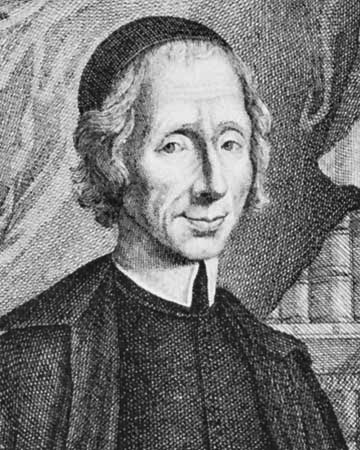

العلية الموقعية (وتسمى أصالة العلة الموقعية) ومذهب المناسبة والمذهب الظرفي هو مذهب فلسفي منطو على السببية إذ يجادل بأن المواد المخلوقة غير قادرة على توفير علل فعالة للأحداث. عوضًا عن ذلك، تُعتبر جميع الأحداث ناجمة بشكل مباشر عن الله. (تنفي إحدى المفاهيم ذات الصلة، التي يُطلق عليها اسم «سببية المناسبة»، أيضًا وجود رابط سببي فعال بين الأحداث الدنيوية، إلا أنه قد يختلف فيما يتعلق بهوية السبب الحقيقي الذي يمكن استبداله بتلك الأحداث). ينص مذهب المناسبة على أن وهم السببية الفعالة بين الأحداث الدنيوية عائد إلى تسبب الله في حدث تلو الآخر. مع ذلك، ليس بالضرورة وجود ارتباط فعلي بين الاثنين: لا يشير المذهب إلى تسبب الحدث الأول في الحدث الثاني: بل يتسبب الله في الحدث الأول ثم يتسبب في الحدث الثاني.

## المذاهب العقائدية الإسلامية
ظهر هذا المذهب لأول مرة في المدارس العقائدية الإسلامية في العراق، على وجه الخصوص في البصرة. جادل عالم الدين من القرن التاسع، أبو الحسن الأشعري، بعدم وجود السببية الثانوية في النظام المخلوق. تحدث استدامة العالم وإدارته من خلال التدخل المباشر للسببية الأولية اللهية. يصبح العالم وفقًا لذلك في حالة مستمرة من إعادة الخلق بواسطة الله. عُرف ذلك في اللغة العربية باسم الكسب.
يُعد أبو حامد محمد بن محمد الغزالي، عالم الدين من القرن الحادي عشر والمقيم في بغداد، من أبرز مؤيدي مذهب المناسبة الأشعري. في كتابه تهافت الفلاسفة، قدّم الغزالي نقدًا فلسفيًا ضد الفلاسفة الإسلاميين الأوائل ممن تأثروا بالأفلاطونية المحدثة مثل الفارابي وابن سينا. ردًا منه على ادعاء الفلاسفة بأن النظام المخلوق خاضع لحكم مجموعة من الأسباب الفاعلة الثانوية (إن الله هو، وكما كان، السبب الأولي والنهائي بالمعنى الوجودي والمنطقي)، جادل الغزالي بأن ما من الممكن ملاحظته كانتظام في الطبيعة بالاستناد إلى بعض القوانين الطبيعية المحتملة من شأنه في الواقع تمثيل نوع من الانتظام الثابت والمستمر. لا توجد ضرورة مستقلة للتغيير والصيرورة، إلا بما يقدره الله. يؤدي افتراض وجود سببية مستقلة خارج علم الله وفعله إلى حرمانه من الفاعلية الحقيقية، ما يقلل من صفة الفوة والسلطة التي تميزه. في مثاله الشهير، عند وضع القطن في تماس مع النار، لا يحترق القطن بسبب حرارة النار، بل بسبب التدخل المباشر لله، إذ دافع الغزالي عن هذا الادعاء باستخدام المنطق. في القرن الثاني عشر، شرح عالم الدين الإسلامي فخر الدين الرازي عن نظريات مماثلة حول مذهب المناسبة في أعماله.
على اعتبار الله عقلانيًا عادة، وليس تعسفيًا، يمكن فهم سلوكه في التسبب في الأحداث بشكل طبيعي في تسلسل واحد (أي ما يظهر لنا على أنه سببية فعالة) باعتباره النتيجة الطبيعية لمبدأ المنطق أو الاستدلال، الذي نصفه بدوره بقوانين الطبيعة. بشكل أدق، لا تُعد هذه القوانين قوانين الطبيعة، بل قوانين مختارة بواسطة الله نفسه ليحكم سلوكه (حكمه الذاتي، بالمعنى الدقيق للكلمة) – أو بعبارة أخرى، إرادته العقلانية. مع ذلك، لا يمكن اعتبار هذا عنصرًا أساسيًا في مذهب المناسبة، إذ قد يشمل مذهب المناسبة العديد من المواقف التي يمكن النظر من خلالها إلى سلوك الله (وبالتالي سلوك العالم) باعتباره مبهمًا أو غير قابل للتفسير على الإطلاق، ما يساهم في الحفاظ على التسامي الجوهري لله. بالاستناد إلى هذا الفهم، لا يمكن اعتبار الشذوذ الظاهري مثل المعجزات شذوذًا في الواقع: يرجع هذا الشذوذ ببساطة إلى سلوك الله بإحدى الطرق التي تبدو غير عادية بالنسبة لنا. نظرًا إلى حريته المتسامية، يصبح الله غير مقيد حتى بطبيعته الخاصة. يمكن بالتالي حدوث المعجزات، باعتبارها كسرًا في البنية العقلانية للكون، نظرًا إلى عدم توسط المبادئ العقلانية لعلاقة الله مع العالم.
من خلال مقال منشور في عام 1978 في مجلة ستوديا إسلاميكا، طرح لين غودمان السؤال التالي: «هل أنكر الغزالي السببية؟» إذ أشار إلى عدم إنكار الغزالي وجود السببية «الدنيوية» للملحوظة. وفقًا لتحليل غودمان، لا يزعم الغزالي عدم وجود أي رابط بين السبب المرصود والنتيجة المرصودة: بل يجادل الغزالي بعدم وجود رابط ضروري بين السبب والنتيجة المرصودين.

## الثنائية
تتمثل إحدى الدوافع الكامنة خلف هذه النظرية في الاعتقاد الثنائي بأن العقل والمادة مختلفان تمامًا في جوهرهما لدرجة عدم قدرة أي منهما على التأثير في الآخر. لا يمكن بالتالي اعتبار عقل الإنسان السبب الحقيقي وراء تحريك اليد، ولا يمكن اعتبار الجرح الجسدي السبب الحقيقي وراء العذاب العقلي. بعبارة أخرى، لا يمكن للعقل التسبب في ما هو مادي والعكس صحيح. بالإضافة إلى ذلك، يعتقد مؤيدو مذهب المناسبة عمومًا أن ما يمكن اعتباره ماديًا غير قادر على التسبب في تأثيرات مادية أخرى، نظرًا إلى أنه من غير الممكن إدراك أي ارتباط ضروري بين الأسباب المادية وتأثيراتها. تُعد إرادة الله في هذا السياق ضرورية.
مع ذلك، عادة ما يرتبط مذهب المناسبة ببعض فلاسفة القرن السابع عشر من المدرسة الديكارتية. يوجد تلميحات على وجهة نظر مؤيدة لمذهب المناسبة في بعض كتابات ديكارت نفسه، لكن غالبًا ما يمكن تفسير وجهات النظر هذه تحت معان بديلة. مع ذلك، التزم العديد من أتباع ديكارت اللاحقين بمذهب المناسبة بشكل صريح. يمكن العثور على مذهب المناسبة بشكل أو بآخر في كتابات: يوهانس كلاوبيرغ، وكلود كليرسيلير، وجيراود دي كورديموي، وأرنولد جولينكس، ولويس دي لا فورج، وفرانسوا لامي و(الأبرز) نيكولا مالبرانش.